# Gunhild Haraldsdatter
Gunhild Haraldsdatter, död 13 november 1002 i England, var en dansk prinsessa. 
Hon var dotter till danerkungen Harald Blåtand. Moderns namn känns ej då kungen troligtvis var omgift. Hennes syskon var Sven Haraldsson (Tveskägg), Håkon och Tyra (som blev gift med kung Olav Tryggvason av Norge). Gunhild flyttade till England och blev här tillsammans med sin man Pallig mördad under det så kallade Danemordet. 